# Fernand Bonneton
Fernand François  Bonneton (ur. 10 maja 1890, zm. 24 czerwca 1922) – francuski as myśliwski z czasów I wojny światowej. Osiągnął 7 zwycięstw powietrznych. Należał do grona asów posiadających honorowy tytuł Balloon Buster. 
Fernand Bonneton urodził się w La Coucourde, 12 km na północ od Montélimar. Do wojska wstąpił 1 października 1908 roku, został przydzielony do 12 Pułku Dragonów. 22 maja 1916 roku na własną prośbę został przeniesiony do lotnictwa Armée de l’air i po przejściu szkolenia w Juvisy Châteauroux 15 września 1916 roku uzyskał licencję pilota. Następnie został przydzielony do eskadry SPA 69, i walczył na froncie wschodnim, następnie w Rumunii i we Włoszech. W 1918 roku razem z jednostką powrócił do Francji. W czasie I wojny światowej odniósł łącznie 9 potwierdzonych zwycięstw oraz co najmniej 2 niepotwierdzone. Zestrzelił 6 balonów obserwacyjnych.

## Służba w Polsce i we Francji
Po zakończeniu wojny służył w lotnictwie. W lecie 1920 roku na ochotnika przybył do Polski z Francuską Misją Wojskową.  Brał udział w walkach z bolszewikami w 1920 roku i został ranny. Po powrocie do Francji został mianowany na stopień kapitana i został mianowany dowódcą 3 grupy myśliwskiej (4 eskadry).

## Śmierć
Zginął śmiercią lotnika 24 czerwca 1922 roku. W czasie zawodów lotniczych w Brukseli Fernand Bonneton wchodził w skład reprezentacji lotnictwa francuskiego. W momencie wykonywania jednego z zadań „polowania na balon” polegającego na jak najbliższym podejściu i zaatakowaniu balonu na uwięzi, jego samolot zaczepił o linę jednego z balonów i runął na ziemię. Po przewiezieniu do szpitala u Fernanda Bonneton stwierdzono złamanie kręgosłupa u podstawy czaszki. Pilot zmarł po kilku godzinach nie odzyskawszy przytomności.